# Hadleigh Heath
Hadleigh Heath ist ein Weiler in der Gemeinde Polstead, im District Babergh in der Grafschaft Suffolk, England. Es hat ein denkmalgeschütztes Gebäude: Evans Hall.